# Xosé Fontenla Leal
Xosé María Benito Fontenla Leal (Ferrol, La Coruña, España, 12 de febrero de 1864 - La Habana, Cuba, 5 de diciembre de 1919), intelectual galleguista.
Xosé María Benito fue un inquieto intelectual galleguista, presidente de la Unión Redencionista Gallega e impulsor da Real Academia Galega - siendo académico no numerario de esta misma institución-, también preteneció a la Masonería y adoptó el nombre masónico de Murguía.

## Biografía
Xosé María Benito Fontenla Leal nació el 12 de febrero de 1864 en Ferrol localidad de la provincia de La Coruña. Emigró a Cuba junto con sus padres. En La Habana trabajó en la industria litográfica. Fue una auténtico bibliófilo, llegando a reunir una biblioteca de más de tres mil volúmenes.
En 1886 funda, junto a Secundino Cora García, la Revista de Galicia, publicación mensual bilingüe de corta duración. También fue colaborador del Diario de la Marina.
En enero de 1903 se hace socio del Centro Gallego de La Habana y durante varios años fue bibliotecario de la sección de instrucción. En 1917 fue comisionado por el Centro Gallego para acompañar a España los restos mortales del músico José Castro "Chané".
Fue presidente de la sociedad Unión Redencionista Gallega, encargada de apoyar el movimiento agrarista en Galicia.
Tuvo uno destacada presencia en la formación de la sociedad "Ferrol y su Comarca" en la que fue el encargado de organizar su sección de propaganda en 1909.
Murió en el hospital Calixto García de La Habana el 5 de diciembre de 1919. Las dificultades económicas le privaron de la consideración de socio del Centro Gallego y por lo tanto de ingresar en el sanatorio de La Benéfica. Fue enterrado en una fosa común del cementerio Colón de La Habana.

### Himno Gallego
Está considerado como una de las personas imprescindibles en la elaboración del himno gallego, escribió en varias ocasiones a Pascual Veiga y a Eduardo Pondal pidiéndoles que le mandaran la letra y la música de lo que a la postre sería el himno de Galicia, promoviendo así la composición que fue estrenada en La Habana el 20 de diciembre de 1907.